# Marçay (Vienne)
Marçay é uma comuna francesa na região administrativa da Nova Aquitânia, no departamento de Vienne. Estende-se por uma área de 30,32 km². Em 2010 a comuna tinha 1 222 habitantes (densidade: 40,3 hab./km²).